# Kirchberg am Walde (Herrschaft)

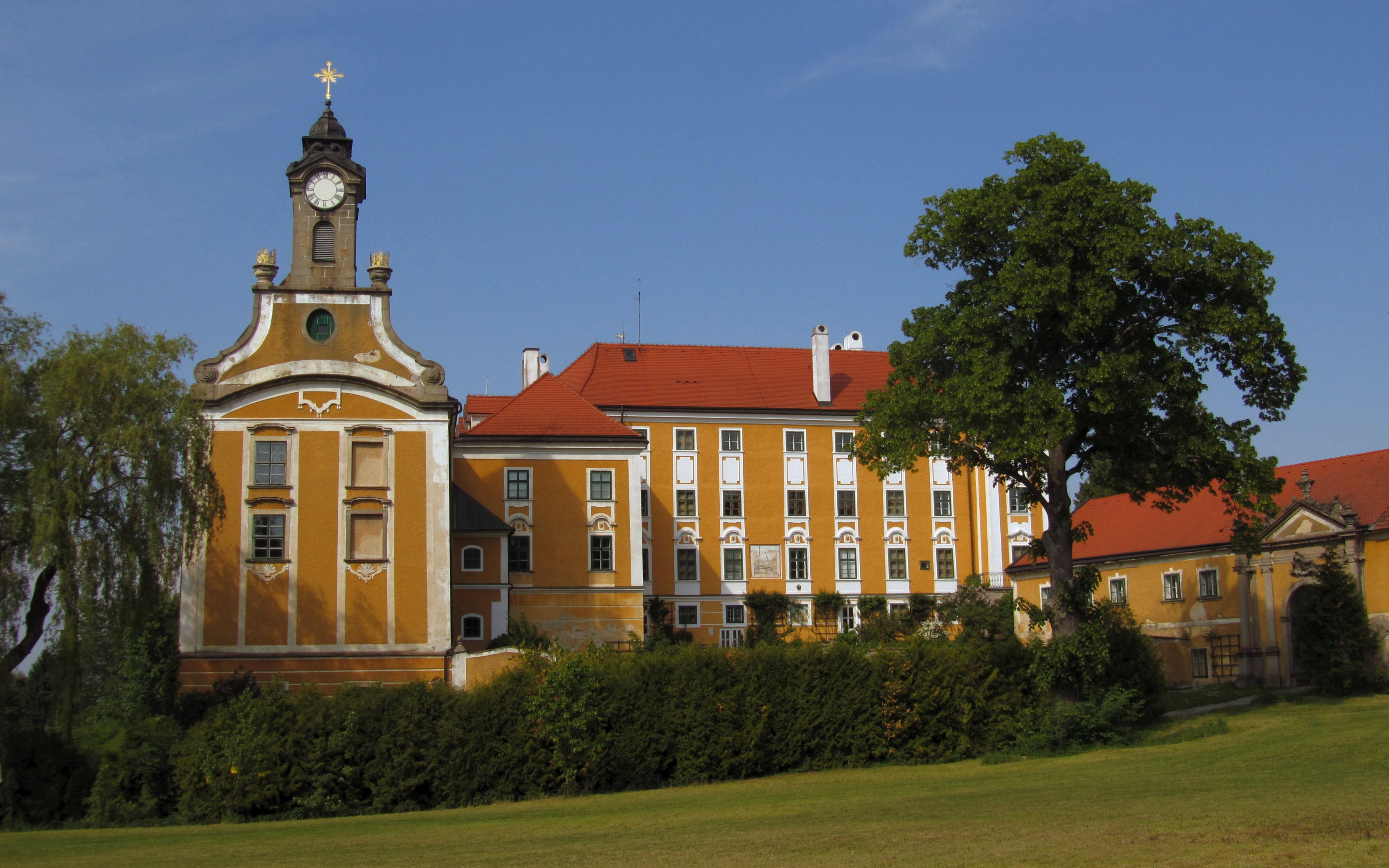
Schloss Kirchberg am Walde, Sitz der Verwaltung (2011)

Die Herrschaft Kirchberg am Walde war eine Grundherrschaft im Viertel ober dem Manhartsberg im Erzherzogtum Österreich unter der Enns, dem heutigen Niederösterreich.

## Ausdehnung
Die Herrschaft, die mit der Herrschaft Hirschbach vereint war und weiters aus dem Gut Limbach und der Zwettlergülte bestand, umfasste zuletzt die Ortsobrigkeit über Kirchberg am Walde, Hirschbach, Hollenstein, Nonndorf, Hoheneich, Ullrichs, Süssenbach, Ottenschlag, Warnings, Stölzles, Schönau, Kleingloms, Fromberg, Pürbach, Kurzschwarza, Limbach, Kaltenbach, Weissenalbern, Kleinrupprechts, Waldenstein, Groß-Höbarten und Streitbach. Der Sitz der Verwaltung befand sich im Schloss Kirchberg am Walde.

## Geschichte
Der letzte Inhaber der Allodialherrschaft war Stanislaus Graf Blacas d’Aulps aus Avignon. Nach den Reformen 1848/1849 wurde die Herrschaft aufgelöst.